# Spulerina aphanosema
Spulerina aphanosema är en fjärilsart som beskrevs av Lajos Vári 1961. Spulerina aphanosema ingår i släktet Spulerina och familjen styltmalar.
Artens utbredningsområde är Zimbabwe. Inga underarter finns listade i Catalogue of Life.